# 马西日
马西日（法語：Massiges，法語發音：[masiʒ]）是法国马恩省的一个市镇，位于该省东北部，属于香槟沙隆区。

## 地理
马西日（49°11'13"N, 4°45'0"E）面积8.19 平方千米，位于法国大東部大區马恩省，该省份为法国东北部内陆省份，北起阿登省，西北接埃纳省，西南接塞纳-马恩省，南至奥布省，东南接上马恩省，东临默兹省。
与马西日接壤的市镇（或旧市镇、城区）包括：塞尔奈昂多穆瓦、米诺库尔-勒梅尼勒莱叙尔吕、图尔布河畔维尔、维尔日尼。

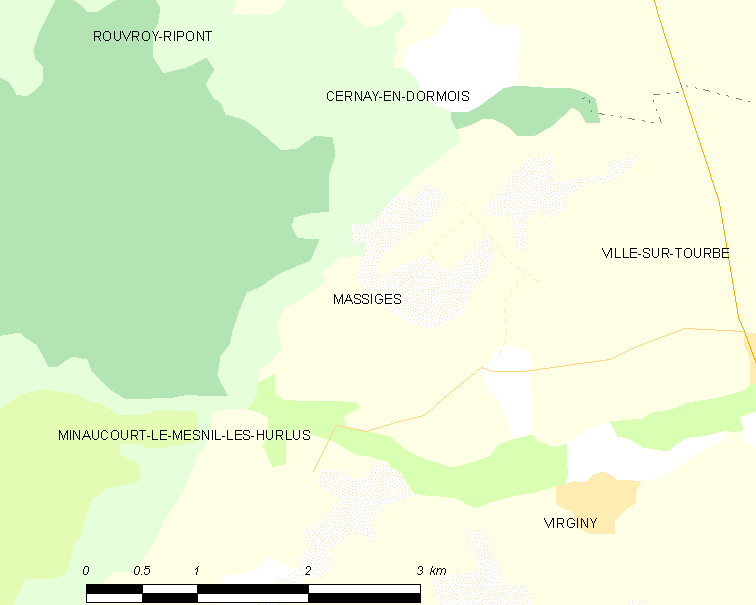
马西日的OSM定位图

马西日的时区为UTC+01:00、UTC+02:00（夏令时）。

## 行政
马西日的邮政编码为51800，INSEE市镇编码为51355。

## 政治
马西日所属的省级选区为阿戈讷-叙普-韦勒县。

## 人口

1962-2008年间马西日人口变化图示

马西日于2022年1月1日时的人口数量为43人。